# Сретенски манастир
Сретенският ставропигален манастир (на руски: Сретенский монастырь) е православен манастир в Москва, основан от великия княз Василий I през 1397 г. Преди се е намирал близо до днешния Червен площад, но в началото на XVI век е преместен на североизток до сегашната улица Болшая Лубянка. Сретенският манастир е дал името си на съседните улици и пътеки, а именно улица „Сретенка“, булевард „Сретенски“, улица „Сретенски“, задънената улица „Сретенски“ и площад „Сретенски порти“. Сретенската духовна академия е подчинена на манастира.

## История
За разлика от повечето други руски православни църкви със същото име, манастирът не е кръстен на един от дванадесетте големи празници на Руската православна църква Сретение Господне (Въведение Господне в храма), като Сретение е църковнославянски дума за „среща“.
Произходът на името на манастира идва от факта, че той е построен на мястото, където московците и управляващият княз са срещнали иконата на Света Богородица от Владимир на 26 август 1395 г. Тя е преместена от Владимир в Москва, за да защити столицата от предстоящото нашествие на Тамерлан. Скоро след това армиите на Тамерлан се оттеглят и благодарният монарх основава манастира в чест на чудото. През 1552 г. московчани се събират пред стените на манастира, за да посрещнат руската армия, завръщаща се след превземането на Казан.
През 1925 г. манастирът е закрит. През 1928 – 1930 г. повечето от сградите му са демонтирани (разрушени) от Съветите, включително църквата на Мария Египетска (XIV – XVI век) и църквата Свети Никола (XVI век). До наши дни е оцеляла само катедралата „Сретение на Владимирската икона на Дева Мария“ (на руски: собор Сретения Владимирской иконы Богоматери) със страничен параклис на Рождество на Йоан Предтеча (построен през 1679 г. по заповед на цар Фьодор Алексеевич).
Службите във Владимирската катедрала са възобновени през 1991 г. Катедралата е прехвърлена на властта на Псковско-Печорския манастир през 1994 г., става отделна монашеска институция, начело с московския патриарх като неин настоятел. От 1998 г. манастирът се ръководи от епископ Тихон (Шевкунов) като наместник на патриарха.
На същото място през 1999 г. е основана Сретенската духовна академия.

## Новата църква
През ноември 2013 г. официален орган, който контролира строителството на обекти на културното наследство, одобрява изграждането на голяма „църква на кръвта“, посветена на новомъчениците и изповедниците на Руската православна църква. 61-метровата сграда, подходящо разположена до скандалния затвор Лубянка, е завършена в началото на 2017 г., навреме за 100-годишнината от Октомврийската революция, когато започват атаките срещу Руската православна църква. Специалистите по опазване на архитектурата изразяват опасенията си, че огромната сграда ще промени безвъзвратно околния градски пейзаж.